# 矢倉中飛車
- 将棋 > 将棋の戦法 > 居飛車 > 矢倉 > 矢倉中飛車
- 将棋 > 将棋の戦法 > 振り飛車 > 中飛車 > 矢倉中飛車

| 9  | 8  | 7  | 6  | 5  | 4  | 3  | 2  | 1  |    |
| 香 | 桂 |    | 金 |    | 王 |    | 桂 | 香 | 一 |
|    |    |    |    | 飛 | 銀 | 金 | 角 |    | 二 |
| 歩 |    |    | 銀 |    | 歩 |    | 歩 | 歩 | 三 |
|    | 歩 | 歩 | 歩 | 歩 |    | 歩 |    |    | 四 |
|    |    |    |    |    |    |    |    |    | 五 |
|    |    | 歩 | 歩 | 歩 |    |    | 歩 |    | 六 |
| 歩 | 歩 | 銀 | 金 |    | 歩 | 歩 |    | 歩 | 七 |
|    | 角 | 金 |    |    | 銀 |    | 飛 |    | 八 |
| 香 | 桂 |    | 玉 |    |    |    | 桂 | 香 | 九 |

矢倉中飛車（やぐらなかびしゃ）は、将棋の戦法の一つ。矢倉戦において主に後手番で用いられる急戦矢倉の一種。

## 概要
相矢倉において用いられる矢倉囲いは角道を遮断できる囲いであり、引き角との相性も良く使いやすい囲いである。しかし駒組みに時間がかかるため（通常では先手が主導権を握りやすい相矢倉において）、その間に後手が先攻し主導権を握ろうとするのが、（急戦矢倉という作戦の根底を流れる）狙いと趣旨である。
80年代後半には後手急戦の主流戦法であった。『イメージと読みの将棋観2』（2010年、日本将棋連盟）で、藤井猛によると矢倉囲いは振り飛車に対する陣形としては非常にダサくて、対矢倉の作戦としては中飛車も考えられるとしている。
鈴木輝彦の得意戦法で、鈴木は雑誌『将棋世界』に1995年1月号から講座「矢倉中飛車の美学」を担当。
攻撃力に優れている反面、玉が薄く反撃を受けやすいことから、鈴木によると、森下卓は矢倉中飛車を「数ある矢倉のバリエーションの中でも最悪の戦法」とし、田中寅彦も「矢倉中飛車はプロの指す将棋じゃないですよ」と述べていたという。
講座に掲載された文章によると、その前後年の順位戦Ａ級で佐藤康光や森内俊之らが採用し、再び見直されるようになり、さらに矢倉中飛車で佐藤や郷田真隆らが勝ち始めると、「最悪の戦法」と言っていた森下までが指し出し、第7期竜王戦の挑戦者決定戦で羽生善治が指して挑戦者となったほか、このころのＡ級順位戦では矢倉中飛車の対局が一番多く掲載される棋譜として、新聞の将棋欄を飾るようになっていた。
| 9  | 8  | 7  | 6  | 5  | 4  | 3  | 2  | 1  |    |
| 香 | 桂 |    | 金 |    |    |    | 桂 | 香 | 一 |
|    |    | 王 |    | 飛 | 銀 | 金 | 角 |    | 二 |
| 歩 |    |    | 銀 |    | 歩 |    | 歩 | 歩 | 三 |
|    | 歩 | 歩 | 歩 | 歩 |    | 歩 |    |    | 四 |
|    |    |    |    |    |    |    |    |    | 五 |
|    |    | 歩 | 歩 | 歩 |    |    | 歩 |    | 六 |
| 歩 | 歩 | 銀 | 金 |    | 歩 | 歩 |    | 歩 | 七 |
|    | 角 | 金 |    |    | 銀 |    | 飛 |    | 八 |
| 香 | 桂 |    | 玉 |    |    |    | 桂 | 香 | 九 |

主には基本形1から中飛車で△6四歩-6三銀の形を作ってから中飛車にする。▲2五歩なら、△5五歩▲同歩△同飛▲5六歩△5一飛として5筋の歩を交換した後から△5四銀～6一金～7三桂と銀桂を使っていく。あとはもう1手△3一玉と寄ってから、△6五歩と仕掛けていけばよい。
△5一飛と下段に飛車を引き、△5四銀と要所に銀を据える。その後、5・6・7筋へ飛角銀桂を捌き、敵陣の駒組み途中の矢倉囲いを攻めつぶす。そこまで上手くいかなくても、△5四銀の好形と持ち駒の歩を活かして主導権を握っていく。
また△5二金-△6一飛から右四間飛車にシフトするのも狙い筋となり、△5四銀型を活かすことが出来る。
この他△6二玉から△7二玉、△6二金や△7二金とし、玉を右に囲うスタイルのもある（基本形2）。また、島朗は、左銀を3三～4四と繰り出して左銀攻めに参加させる独自の矢倉中飛車を用いている。
こうした着想は江戸時代の矢倉対策の中飛車にその原型を遡る。例えば図1の1753年（宝暦三年）の御城将棋、先手贈名人伊藤看寿対後手八代大橋宗桂戦。後手の宗桂が5二飛と回った局面であるが、江戸時代に矢倉将棋が幕末の棋聖と謳われた天野宗歩の出現まで振り飛車に主流を奪われていたのは矢倉に対しては中飛車で立ち向かうのが有力な対抗策となっていたからである。矢倉は左右に銀が分裂してどうしても中央が薄くなるので、その弱点を衝いて中飛車に転じて反撃するという考え方が主流を成していた。図1の局面の後手陣は大内延介の大内流に似通っているが、そのルーツをたどると江戸時代に原型があることがわかる。
その後には、図2は1982年6月の将棋JT日本シリーズ、先手米長邦雄対後手桐山清澄戦であるが、先手の米長のように▲1五歩-2九飛から飛車を5筋に展開するような趣向も試みられてきた。図2から図3を経て、先手が▲5五歩△同歩▲同銀△8六歩▲同歩△9五銀▲5四銀△同金▲同飛と展開した。
また加藤流矢倉3七銀から▲4六銀-5八飛から5五歩とする指し方なども多く試みられてきた。
| 9  | 8  | 7  | 6  | 5  | 4  | 3  | 2  | 1  |    |
| 香 | 桂 |    |    |    |    | 王 | 桂 | 香 | 一 |
|    |    |    |    | 飛 | 金 | 金 |    |    | 二 |
| 歩 |    |    | 歩 |    | 銀 |    | 歩 | 歩 | 三 |
|    |    | 歩 |    |    | 銀 | 歩 |    |    | 四 |
|    | 歩 |    |    | 角 | 歩 |    |    |    | 五 |
|    |    | 歩 | 歩 |    |    | 歩 | 飛 | 歩 | 六 |
| 歩 | 歩 | 銀 | 金 |    | 歩 | 桂 |    |    | 七 |
|    | 玉 | 金 | 角 |    | 銀 |    |    |    | 八 |
| 香 | 桂 |    |    |    |    |    |    | 香 | 九 |

| 9  | 8  | 7  | 6  | 5  | 4  | 3  | 2  | 1  |    |
| 香 | 桂 |    |    |    |    | 王 | 桂 | 香 | 一 |
|    | 飛 |    |    |    |    | 金 |    |    | 二 |
| 歩 |    | 銀 | 歩 |    | 金 | 銀 | 歩 | 歩 | 三 |
|    |    | 歩 | 角 | 歩 | 歩 | 歩 |    |    | 四 |
|    | 歩 |    |    |    |    |    |    | 歩 | 五 |
|    |    | 歩 | 歩 | 歩 |    | 歩 | 歩 |    | 六 |
| 歩 | 歩 | 銀 | 金 |    | 歩 | 桂 |    |    | 七 |
|    |    | 金 |    |    | 銀 |    |    |    | 八 |
| 香 | 桂 | 角 | 玉 | 飛 |    |    |    | 香 | 九 |

| 9  | 8  | 7  | 6  | 5  | 4  | 3  | 2  | 1  |    |
| 香 |    |    |    |    |    |    | 桂 | 香 | 一 |
|    | 飛 |    |    |    | 角 | 金 | 王 |    | 二 |
| 歩 |    | 桂 | 歩 |    | 金 | 銀 | 歩 | 歩 | 三 |
|    | 銀 | 歩 |    | 歩 | 歩 | 歩 |    |    | 四 |
|    | 歩 |    | 歩 | 歩 |    |    |    | 歩 | 五 |
|    |    | 歩 | 銀 |    |    | 歩 | 歩 |    | 六 |
| 歩 | 歩 |    | 金 |    | 歩 | 桂 |    |    | 七 |
|    |    | 金 | 角 |    | 銀 |    |    |    | 八 |
| 香 | 桂 |    | 玉 | 飛 |    |    |    | 香 | 九 |

先手の有力な対策としては、角を8八で受けに使い、右銀を5七に進めた後、7七に上がった銀を6八に引き直すという指し方がある。それまでは主には4七銀とする形で受けていた。この陣は田中寅彦が発案したもので、以降プロの実戦ではほとんどがこの形である。またこれを泉正樹は自著で「ローストビーフサンド囲い」と命名している。
| 9  | 8  | 7  | 6  | 5  | 4  | 3  | 2 | 1 |    |
|    |    |    |    |    |    |    |   |   | 一 |
|    |    |    |    |    |    |    |   |   | 二 |
|    |    |    |    |    |    |    |   |   | 三 |
|    |    |    |    |    |    |    |   |   | 四 |
|    |    |    |    |    |    |    |   |   | 五 |
|    |    | 歩 | 歩 | 歩 |    | 歩 |   |   | 六 |
| 歩 | 歩 |    | 金 | 銀 | 歩 |    |   |   | 七 |
|    | 角 | 金 | 銀 |    |    |    |   |   | 八 |
| 香 | 桂 | 玉 |    |    |    |    |   |   | 九 |

もともと矢倉の5手目が、▲7七銀から▲6六歩に変わった理由のひとつに、この矢倉中飛車への対策も含まれていた。▲7七銀と上がっていない▲6八銀型であると中央が手厚いため、矢倉中飛車も効果が半減となってしまうからである。つまり相手が矢倉中飛車のそぶりをみせたら、▲7七銀→6八銀とするより、最初から6八に銀がいた方が手得だという意味がある。
『イメージと読みの将棋観2』では基本図1の戦型は1989年（平成）以降2010年までで12局指され、6勝6敗となっていて、プロの公式棋戦ではあまり指されていない。1999年度に指されたのは1局のみであったという。とくに2010年前後には先手が矢倉中飛車を警戒して▲7七銀を保留して6八銀型のまま待機することも多くなり、後手は矢倉中飛車をますますしにくくなる。後手が矢倉中飛車を断念して、△5二金としたのを見て、先手が▲7七銀とするのが細心の手順とされた。先に▲7七銀型にするには後手も△8五歩を突かなくてはならないのに加え、王と飛車が接近している形で思った以上に気を遣い、特に△4一玉型と中飛車のバランスが良くなく、現実に作戦として勝ちにくいとされ、他の急戦矢倉を指されずに玉を囲って相手に動いてもらう戦型の多かった時期と重なり、さらに矢倉自体も以前に比べ減っており、その結果矢倉中飛車が現れにくくなっていた。プロでは好みの問題もあって好きな人でないとやらない戦型となっていた。
その後、藤井猛が創案した藤井流早囲いが出現。その対策として、注目されていく。そこからさらに矢倉先手番では急戦を避ける手段として、早くに6六の歩を突くと攻めの取っ掛かりを与えるとして、6六の歩を突かずに様子をみる指し方が増えた。